# Addison (Maine)
Addison és una població dels Estats Units a l'estat de Maine (EUA). Segons el cens del 2000 tenia 1.209 habitants.

## Demografia
Segons el cens del 2000, Addison tenia 1.209 habitants, 489 habitatges, i 341 famílies. La densitat de població era d'11 habitants per km².
Dels 489 habitatges en un 31,1% hi vivien nens de menys de 18 anys, en un 59,5% hi vivien parelles casades, en un 6,1% dones solteres, i en un 30,1% no eren unitats familiars. En el 21,1% dels habitatges hi vivien persones soles el 9,2% de les quals corresponia a persones de 65 anys o més que vivien soles. El nombre mitjà de persones vivint en cada habitatge era de 2,45 i el nombre mitjà de persones que vivien en cada família era de 2,83.
Per edats la població es repartia de la següent manera: un 23,5% tenia menys de 18 anys, un 6,1% entre 18 i 24, un 26,8% entre 25 i 44, un 29,5% de 45 a 60 i un 14,1% 65 anys o més.
L'edat mediana era de 40 anys. Per cada 100 dones de 18 o més anys hi havia 96,4 homes.
La renda mediana per habitatge era de 26.083 $ i la renda mediana per família de 30.000 $. Els homes tenien una renda mediana de 22.432 $ mentre que les dones 18.194 $. La renda per capita de la població era de 15.951 $. Entorn del 14,7% de les famílies i el 20,4% de la població estaven per davall del llindar de pobresa.